# سنرايز
بانداي نامكو فيلم ووركز (بالإنجليزية: Bandai Namco filmworks) هي شركة أنمي يابانية. تأسست في 1972. يقع مقرها في سوغينامي، طوكيو. هي تابعة لبانداي نامكو القابضة. تعتبر من أكبر وأشهر استوديوهات الأنمي في اليابان وأنتجت الكثير من السلاسل المشهورة.

## أعمال
- نسور الفضاء
- طم طم
- البطل خماسي
- جنود السايبورغ
- توشو دايموس
- الناب الأبيض
- المذنب الأزرق إس بي تي لايزنير
- خفاش
- سيتي هانتر
- المقاتل المتنقل جي جاندام
- التقرير المتنقل الجديد جاندام وينج
- التقرير المتنقل الجديد جاندام وينج: إندليس والتز
- كاوبوي بيباب
- لاف هينا
- إينوياشا
- البدلة المتنقلة جاندام سيد
- البدلة المتنقلة جاندام سيد ديستني
- جينتاما
- ويتش هنتر روبن
- كيرو
- كود غياس
- البدلة المتنقلة كاندام 00
- ببر
- هاياتي الخادم المقاتل

## وصلات خارجية
- سنرايز على موقع IMDb (الإنجليزية)
- سنرايز على موقع ANN company (الإنجليزية)

- الموقع الإلكتروني